# 文胜镇
文胜镇，是中华人民共和国四川省绵阳市江油市曾经下辖的一个镇。2019年12月25日，撤销文胜镇，划归厚坝镇管辖。

## 行政区划
文胜镇撤销前下辖以下地区：
长坪村、潼良村、仁和村、花石村、白阳村和安顺村。